# Saint-Désir
Saint-Désir ou Saint-Désir-de-Lisieux est une commune française, située dans le département du Calvados en région Normandie, peuplée de 1 772 habitants.

## Géographie

### Hydrographie
La commune est située dans le bassin Seine-Normandie. Elle est drainée par la Touques, le Cirieux, un bras de la Touques, le fossé 01 du Haras de la Motte, le fossé 01 de la Cour Quinée, le fossé 01 de la Cour Marest, le fossé 01 de Malicorne, le cours d'eau 01 de la Cour d'Assemont, le ruisseau de la Bourguignole, le fossé 02 de la commune de Saint-Désir, le Merderet, le ruisseau de la Tourette, le ruisseau du Petit Lieu, le fossé 01 du Lieu Doux, le ruisseau des Hogues et divers autres petits cours d'eau,.
La Touques, d'une longueur de 108 km, prend sa source dans la commune de Champ-Haut et se jette  dans la baie de Seine en limite de Trouville-sur-Mer et de Deauville, après avoir traversé 42 communes. Les caractéristiques hydrologiques de la Touques sont données par la station hydrologique située sur la commune de Saint-Martin-de-la-Lieue. Le débit moyen mensuel est de 2,56 m3/s. Le débit moyen journalier maximum est de 24,9 m3/s, atteint lors de la crue du 6 décembre 1988. Le débit instantané maximal est quant à lui de 38,2 m3/s, atteint le 12 mai 2024.

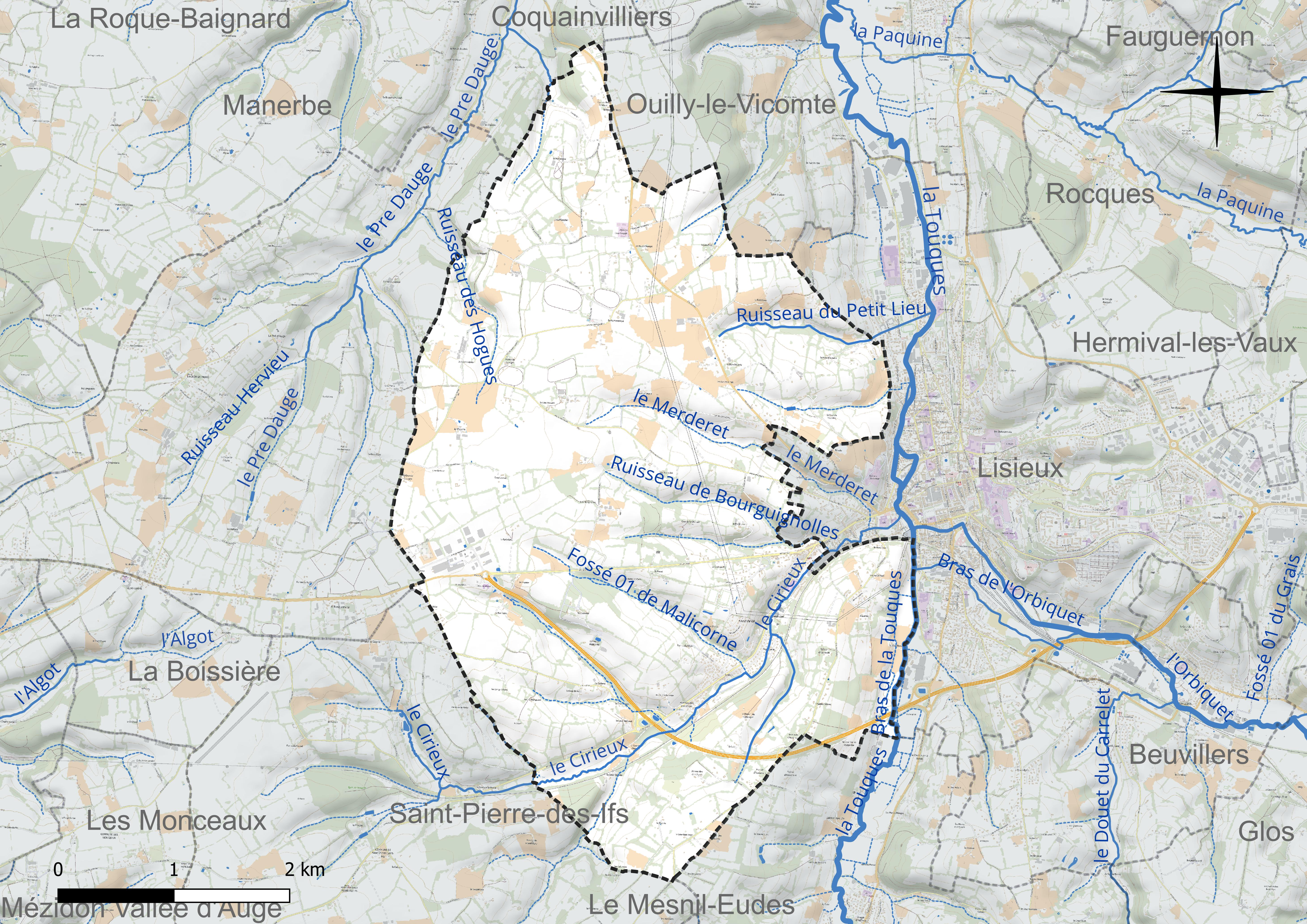
Réseau hydrographique de Saint-Désir.

### Climat
Pour des articles plus généraux, voir Climat de la Normandie et Climat du Calvados.
En 2010, le climat de la commune est de type climat océanique altéré, selon une étude du CNRS s'appuyant sur une série de données couvrant la période 1971-2000. En 2020, Météo-France publie une typologie des climats de la France métropolitaine dans laquelle la commune est exposée à un climat océanique et est dans une zone de transition entre les régions climatiques « Côtes de la Manche orientale » et « Normandie (Cotentin, Orne) ».
Pour la période 1971-2000, la température annuelle moyenne est de 10,7 °C, avec  une amplitude thermique annuelle de 12,5 °C. Le cumul annuel moyen de précipitations est de 790 mm, avec 12,6 jours de précipitations en janvier et 8,2 jours en juillet. Pour la période 1991-2020, la température moyenne annuelle observée sur la station météorologique la plus proche, située sur la commune de Lisieux à 1 km à vol d'oiseau, est de 11,7 °C et le cumul annuel moyen de précipitations est de 881,4 mm,. Pour l'avenir, les paramètres climatiques de la commune estimés pour 2050 selon différents scénarios d'émission de gaz à effet de serre sont consultables sur un site dédié publié par Météo-France en novembre 2022.

## Urbanisme

### Typologie
Au 1er janvier 2024, Saint-Désir est catégorisée ceinture urbaine, selon la nouvelle grille communale de densité à 7 niveaux définie par l'Insee en 2022.
Elle appartient à l'unité urbaine de Lisieux, une agglomération intra-départementale dont elle est une commune de la banlieue,. Par ailleurs la commune fait partie de l'aire d'attraction de Lisieux, dont elle est une commune de la couronne,. Cette aire, qui regroupe 57 communes, est catégorisée dans les aires de 50 000 à moins de 200 000 habitants,.

### Occupation des sols
L'occupation des sols de la commune, telle qu'elle ressort de la base de données européenne d'occupation biophysique des sols Corine Land Cover (CLC), est marquée par l'importance des territoires agricoles (94 % en 2018), en diminution par rapport à 1990 (96,6 %). La répartition détaillée en 2018 est la suivante : 
prairies (80,8 %), terres arables (11,1 %), zones urbanisées (3,9 %), zones agricoles hétérogènes (2,1 %), zones industrielles ou commerciales et réseaux de communication (1,8 %), forêts (0,3 %). L'évolution de l'occupation des sols de la commune et de ses infrastructures peut être observée sur les différentes représentations cartographiques du territoire : la carte de Cassini (XVIIIe siècle), la carte d'état-major (1820-1866) et les cartes ou photos aériennes de l'IGN pour la période actuelle (1950 à aujourd'hui).

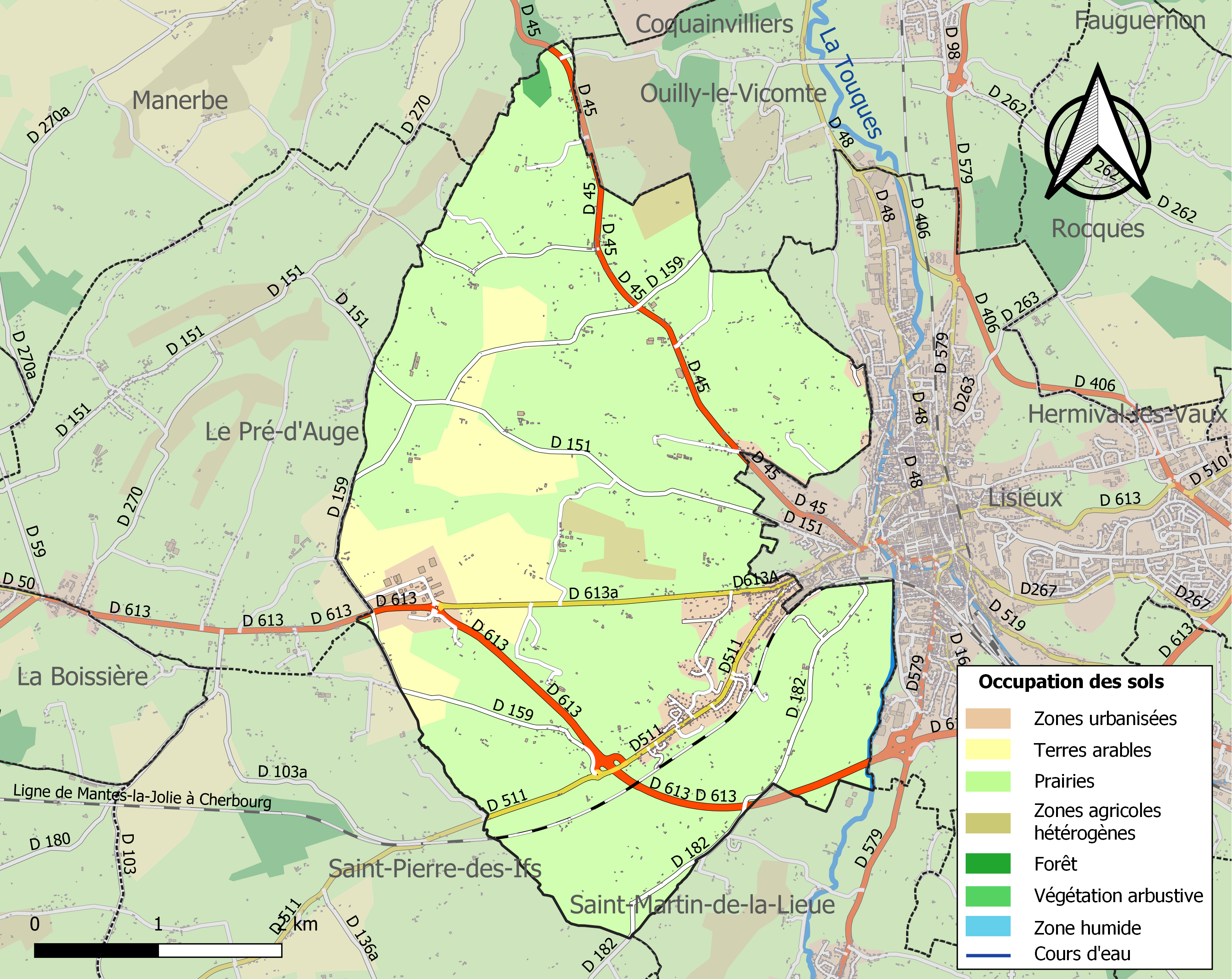
Carte des infrastructures et de l'occupation des sols de la commune en 2018 (CLC).

## Toponymie
L'hagiotoponyme de la localité est attesté sous les formes Sanctum Desiderium entre 1049 et 1058, Saint Dydier de Lisiex (charte de Notre-Dame de Saint-Désir, n° 13) ou Saint Dydier en 1326, Sanctus Desiderius au XIVe siècle (pouillé de Lisieux, p. 22), Saint Desir de Lisieux en 1793, Saint-Désir en 1801.
L'étymologie du prénom Désir est la même que celle de Didier, en latin Desiderius.
Du nom de l'ancienne église paroissiale, dédiée à Didier de Langres, qui fut démolie à la Révolution.

## Histoire
L'occupation du site dès l'époque gauloise, par les lexoviens, est attestée par un oppidum de 162 hectares au lieu-dit le Castellier, habité dès le IIIe siècle av. J.-C..

## Politique et administration
| Période                                  | Période   | Identité        | Étiquette | Qualité             |
| ---------------------------------------- | --------- | --------------- | --------- | ------------------- |
| ?                                        | mars 2001 | Bernard Fauvel  |           |                     |
| mars 2001                                | mars 2014 | Philippe Hieaux |           | Médecin             |
| mars 2014                                | En cours  | Dany Targat     | DVD       | Formateur chez ERDF |
| Les données manquantes sont à compléter. |           |                 |           |                     |

## Démographie
L'évolution du nombre d'habitants est connue à travers les recensements de la population effectués dans la commune depuis 1793. Pour les communes de moins de 10 000 habitants, une enquête de recensement portant sur toute la population est réalisée tous les cinq ans, les populations de référence des années intermédiaires étant quant à elles estimées par interpolation ou extrapolation. Pour la commune, le premier recensement exhaustif entrant dans le cadre du nouveau dispositif a été réalisé en 2004.
En 2022, la commune comptait 1 772 habitants, en évolution de +4,48 % par rapport à 2016 (Calvados : +1,58 %, France hors Mayotte : +2,11 %).
| 1793  | 1800  | 1806  | 1821  | 1831  | 1836  | 1841  | 1846  | 1851  |
| ----- | ----- | ----- | ----- | ----- | ----- | ----- | ----- | ----- |
| 1 541 | 1 480 | 1 498 | 1 613 | 1 350 | 1 372 | 1 354 | 1 680 | 1 934 |

| 1856  | 1861  | 1866  | 1872  | 1876  | 1881  | 1886  | 1891  | 1896  |
| ----- | ----- | ----- | ----- | ----- | ----- | ----- | ----- | ----- |
| 2 007 | 2 347 | 2 858 | 1 327 | 1 262 | 1 190 | 1 160 | 1 129 | 1 057 |

| 1901  | 1906  | 1911  | 1921  | 1926  | 1931  | 1936  | 1946  | 1954  |
| ----- | ----- | ----- | ----- | ----- | ----- | ----- | ----- | ----- |
| 1 032 | 1 015 | 1 024 | 1 073 | 1 025 | 1 106 | 1 228 | 1 290 | 1 229 |

| 1962  | 1968  | 1975  | 1982  | 1990  | 1999  | 2004  | 2006  | 2009  |
| ----- | ----- | ----- | ----- | ----- | ----- | ----- | ----- | ----- |
| 1 048 | 1 254 | 1 448 | 1 449 | 1 598 | 1 701 | 1 754 | 1 711 | 1 672 |

| 2014  | 2019  | 2022  | - | - | - | - | - | - |
| ----- | ----- | ----- | - | - | - | - | - | - |
| 1 687 | 1 751 | 1 772 | - | - | - | - | - | - |

## Économie
En 1992, l'usine Axe, spécialisée en tôlerie fine, est construite, à l'ouest de la commune, le long de la route RD 613.

## Lieux et monuments
- Oppidum du Castellier
- Théâtre amphithéâtre de Saint-Désir, classé au titre des monuments historiques depuis le 21 décembre 1984[40].
- Abbaye (ancienne) de bénédictines Sainte-Marie-du-Pré (1050).
- Église Saint-Laurent des XIIe et XVIe siècles.
- Briqueterie de Malicorne[41] (1873).

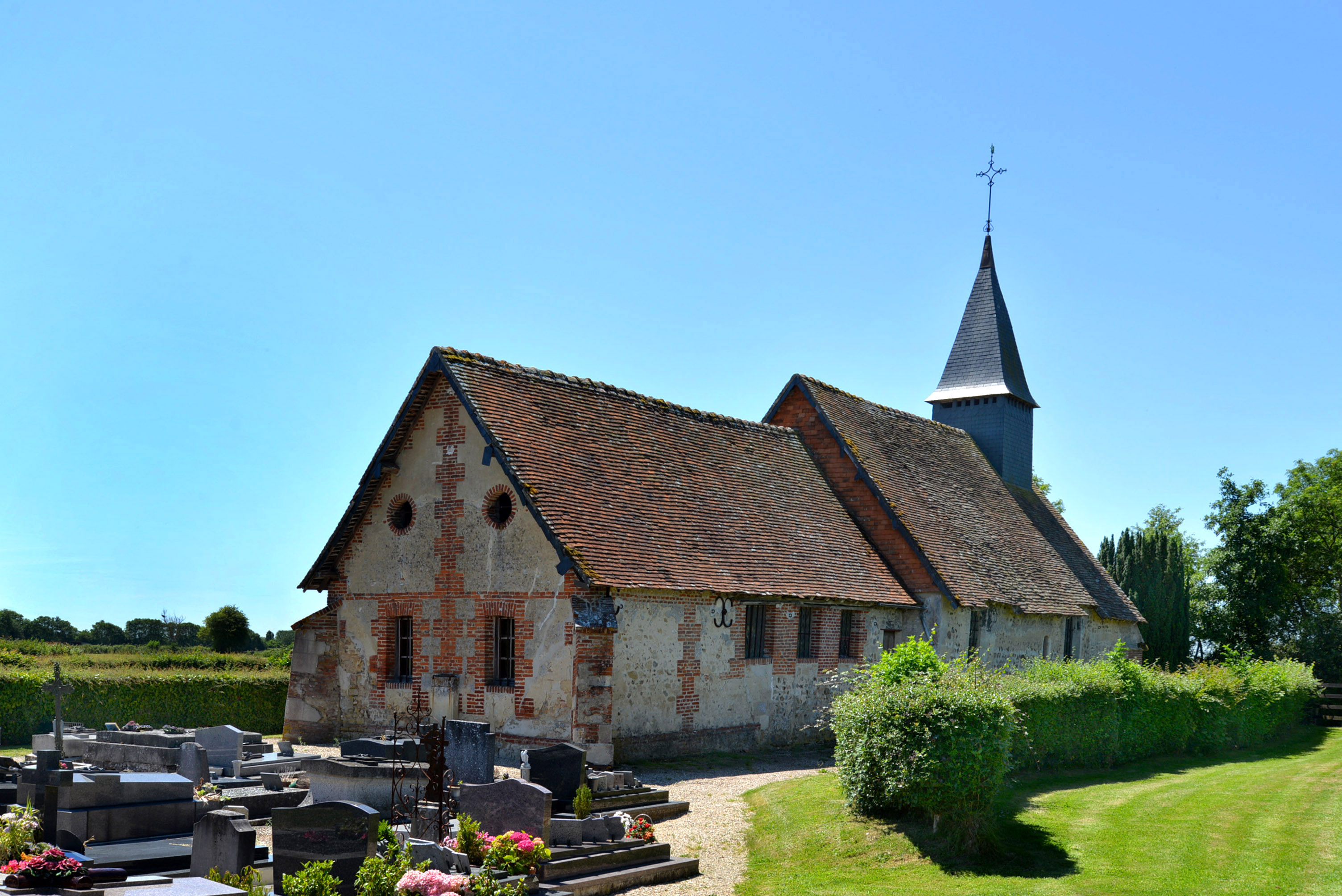
L'église Saint-Laurent.
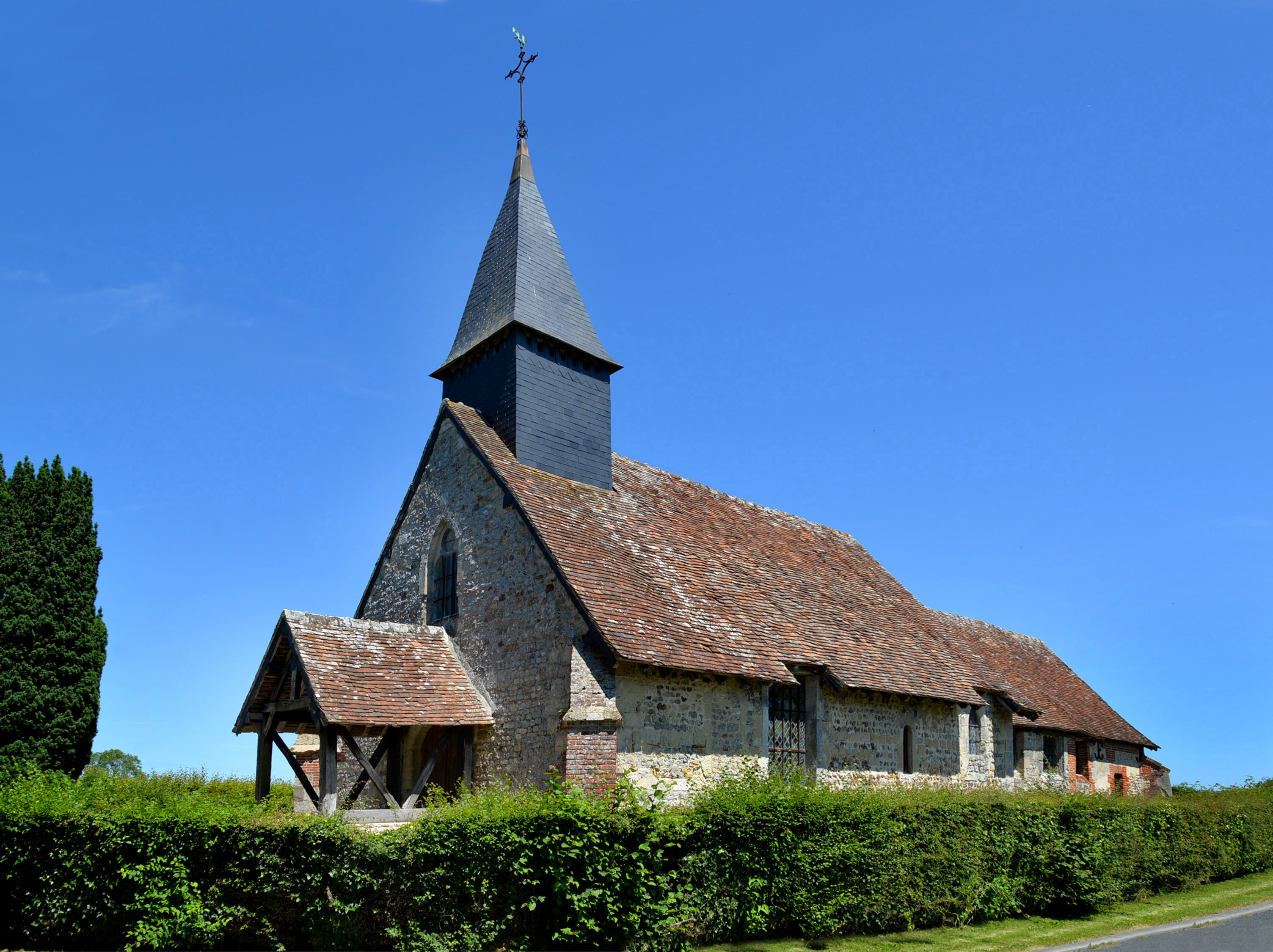
L'église Saint-Laurent.

- Cimetières militaires : situés chemin de Malicorne à Ouilly-le-Vicomte et reliés par l'allée de la Paix.
  - Cimetière militaire britannique : 598 tombes. 569 Britanniques, 16 Canadiens, 6 Australiens, 1 Néo-zélandais, 5 Sud-africains et 1 Américain.
  - Cimetière militaire allemand : c'est le plus petit des cimetières allemands de la région. Les 3 735 soldats inhumés ont pour la plupart été tués pendant les derniers combats de la bataille de Normandie et lors de la retraite allemande en août 1944. Egon Mayer y est enterré depuis 1955. Chaque croix de grès rouge bordée de plates-bandes d'iris porte le nom de quatre soldats[42]. Il a été aménagé entre 1958 et 1960 par le Volksbund Deutsche Kriegsgräberfürsorge.

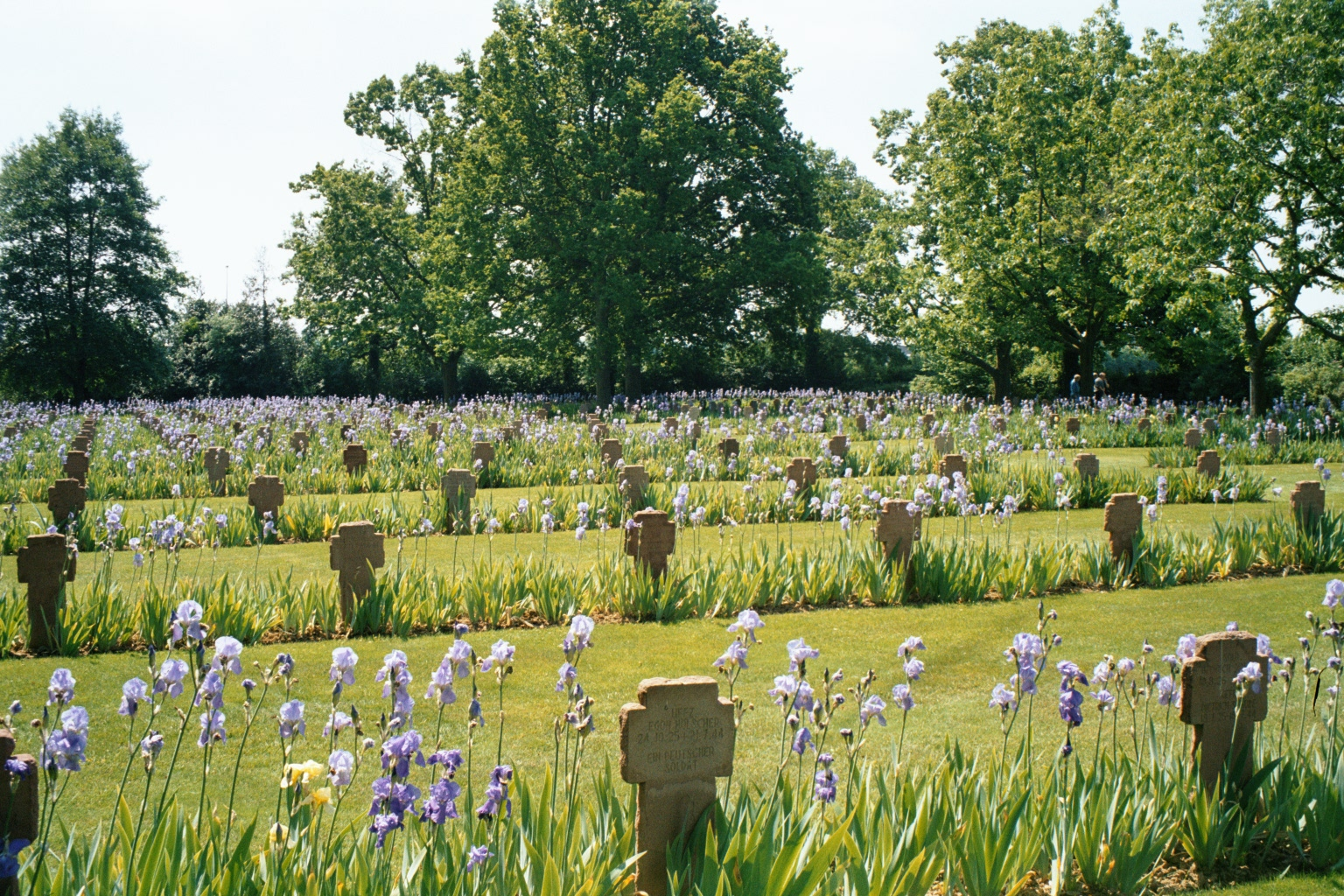
Cimetière militaire allemand de Saint-Désir.

## Personnalités liées à la commune
- Paul-Louis Target (1821-1908 à Saint-Désir), député du Calvados de 1871 à 1876.
- Michel Sementzeff (1933-2019), artiste peintre.

## Héraldique
| Blason de Saint-Désir | Blason  | Coupé : au 1er d'azur aux deux crosses d'or adossées en chevron renversé mouvant de la partition, accompagnées au point du chef d'une étoile rayonnante du même et aux flancs de deux mitres aussi d'or, chargées chacune d'une croisette latine d'argent, au 2e de gueules à l'épée basse et à la hache passées en sautoir, le tout d'or, soutenu d'une croisette du même pendue à une divise aussi d'or, brochant sur la partition, par un lien de sable en chevron renversé passant sous l'épée et la hache. |
| Blason de Saint-Désir | Détails | |